# Regentenstuk

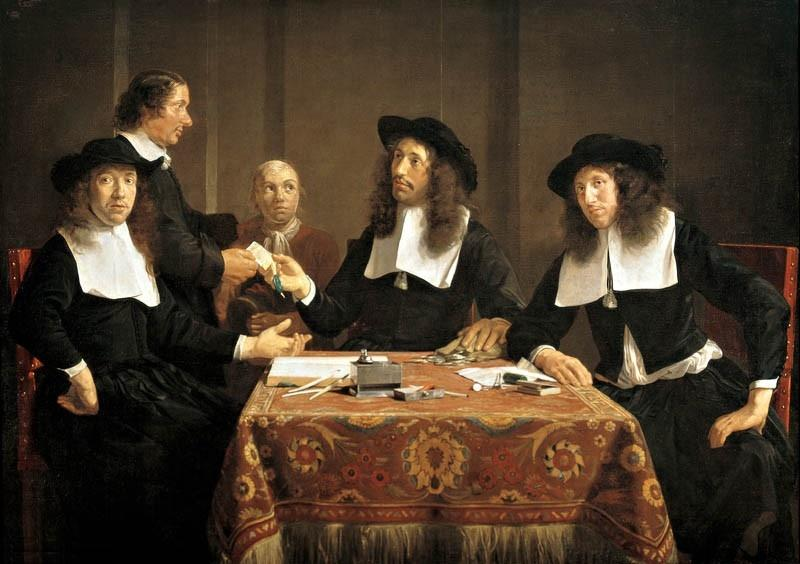
De regenten van het Leproos-, Pest- en Dolhuis in Haarlem, geschilderd door Jan de Bray in 1667

Een regentenstuk of regentessenstuk was een type schilderij in Nederland in de 17e en 18e eeuw waarop de regenten (bestuurders) van een liefdadigheidsinstelling of gilde zijn afgebeeld. Dit type groepsportret hing doorgaans in de regentenkamer, de bestuurskamer waar de regenten bijeen kwamen om te vergaderen.
De regenten of voorlieden van liefdadigheidsinstelling (zoals een weeshuis, armenhuis, gasthuis of hofje) of gilde behoorden tot de meest voorname burgers van de stad. Het was een prestigieuze erebaan. Ze lieten zich daarom graag afbeelden in deze rol. Voor de regentenstukken werden de meest gewilde schilders van die tijd gevraagd, zoals Rembrandt van Rijn (De Staalmeesters), Frans Hals, Ferdinand Bol en Bartholomeus van der Helst. De schilders konden goed verdienen aan de opdrachten, aangezien de regenten maar enkele jaren dienden en dus regelmatig werden afgewisseld door nieuwe regenten die zich graag lieten vereeuwigen.
Soms werden op de achtergrond ook anderen op het schilderij afgebeeld, zoals de binnenvader of -moeder, die de dagelijkse leiding over de liefdadigheidsinstelling had. Bijvoorbeeld schilderde Abraham de Vries in 1633 een regentenstuk voor het Burgerweeshuis in Amsterdam dat niet alleen de regenten toont, maar ook de binnenvader en een weesmeisje.

## Afbeeldingen

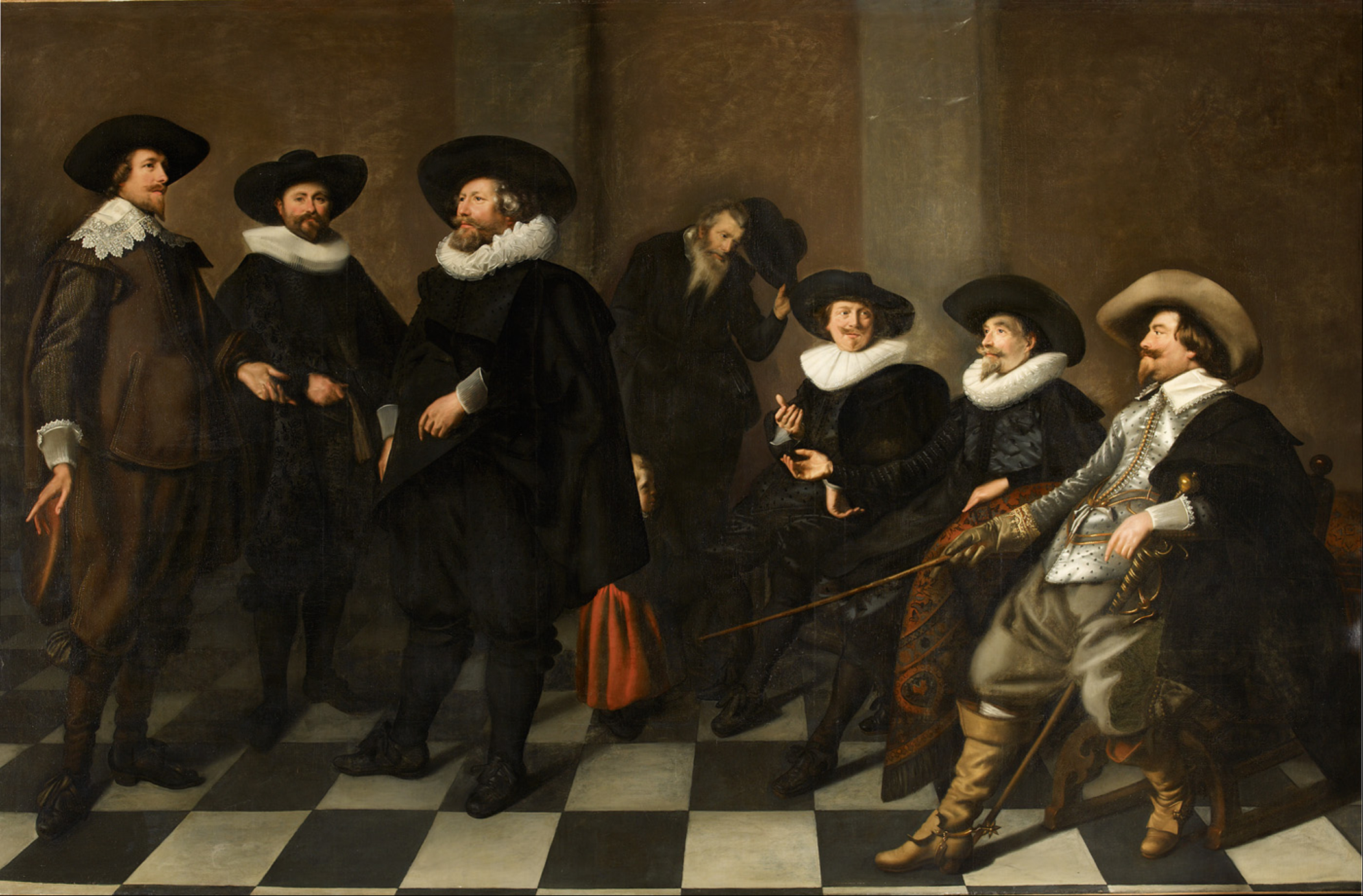
Regenten van het Burgerweeshuis in Amsterdam, geschilderd door Abraham de Vries in 1633
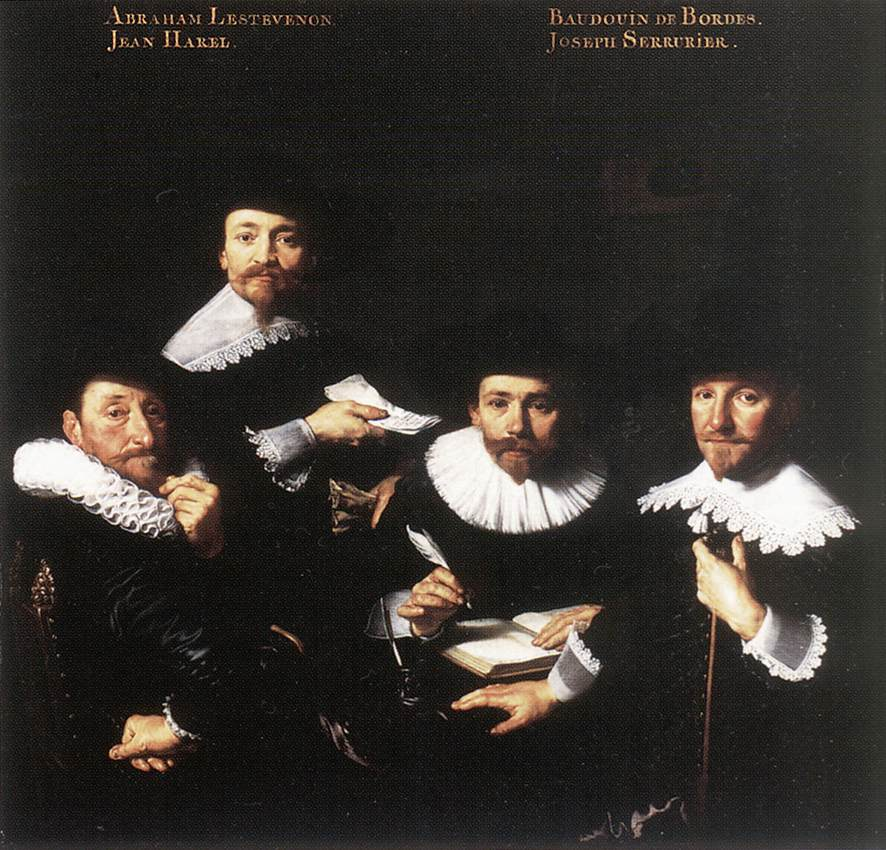
Regenten van het Walenweeshuis in Amsterdam, geschilderd door Bartholomeus van der Helst in 1637
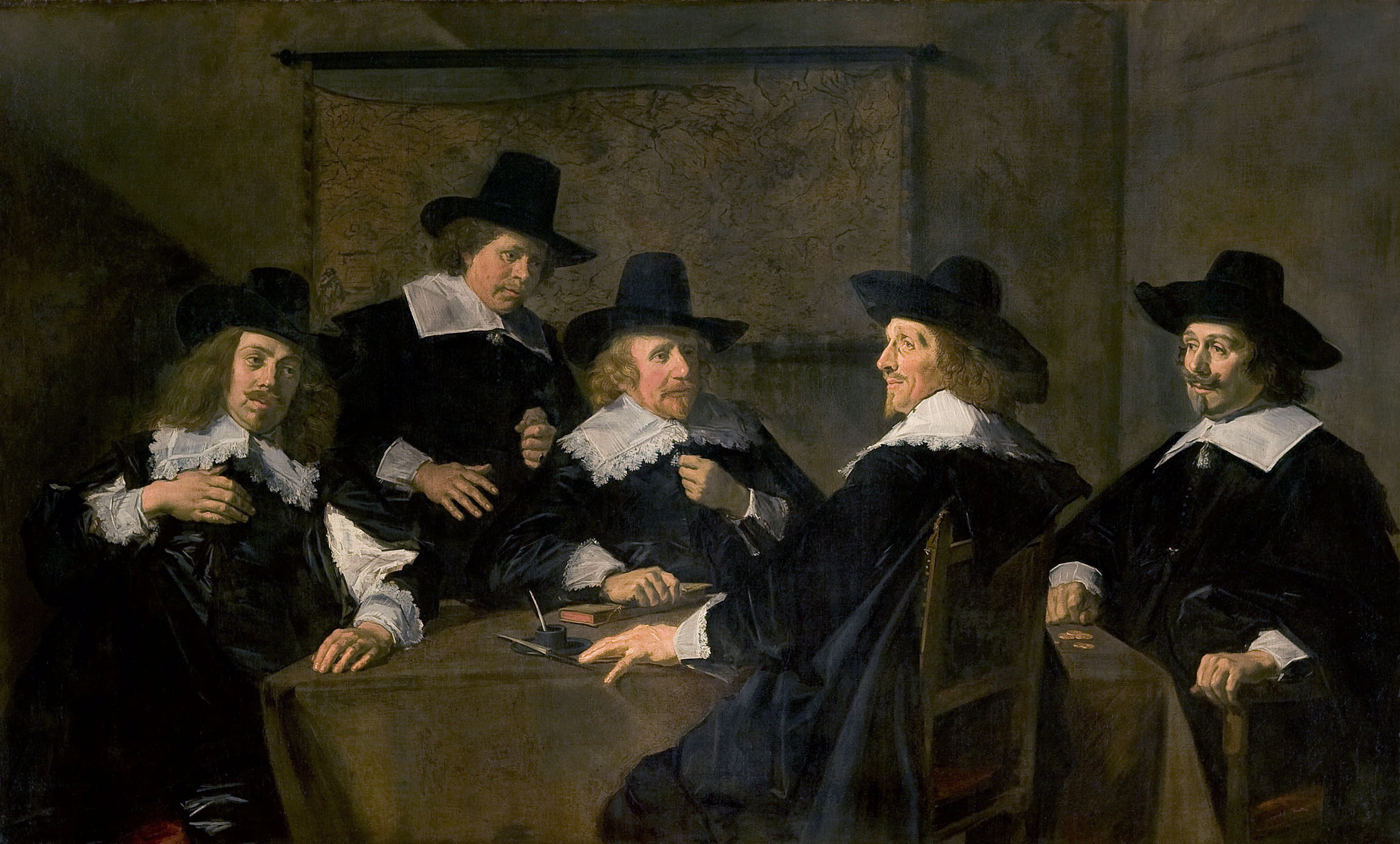
Regenten van het St. Elisabethgasthuis in Haarlem, geschilderd door Frans Hals in 1641
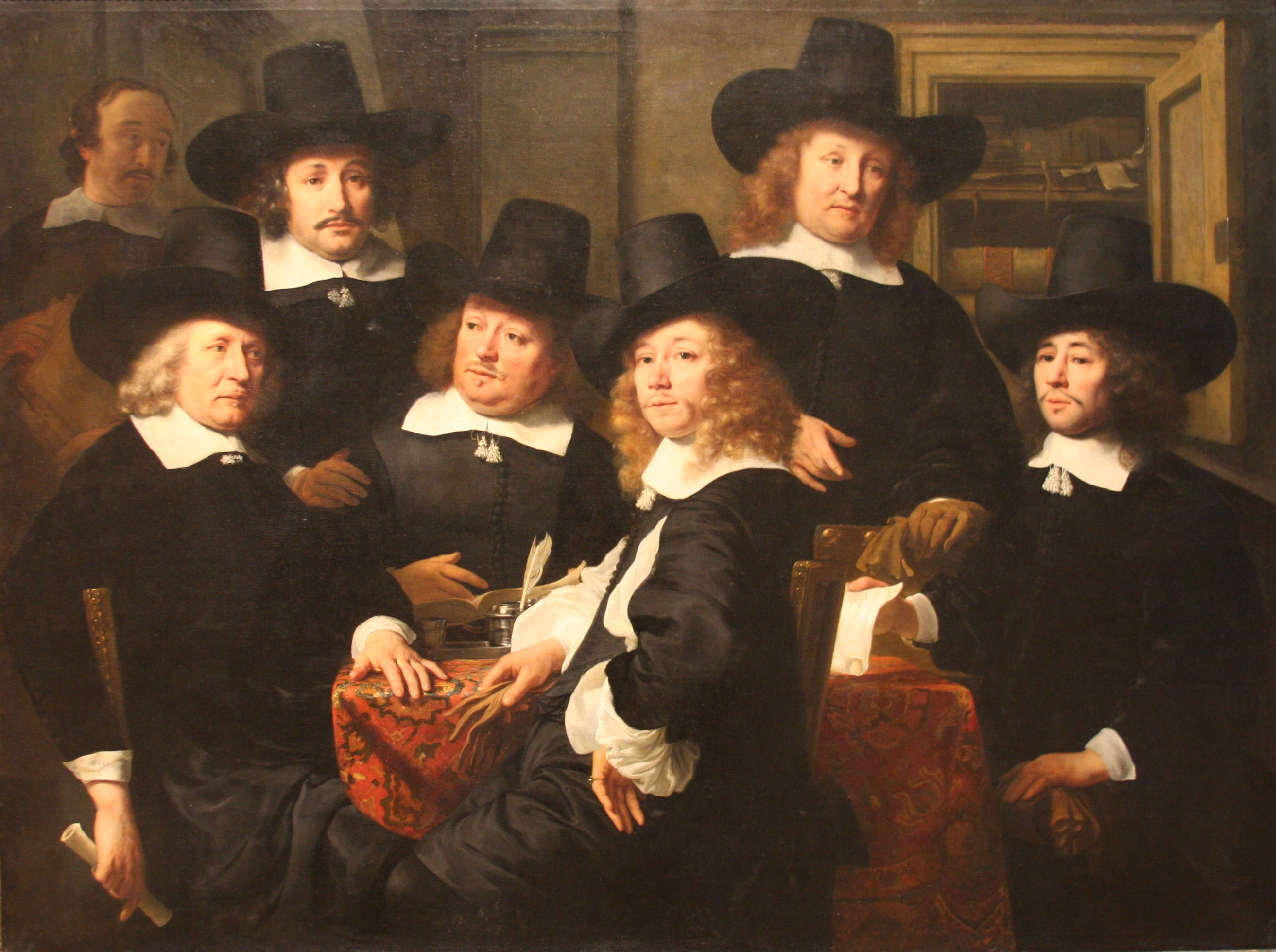
Zes regenten en een bode van het Nieuwezijds Huiszittenhuis in Amsterdam, geschilderd door Ferdinand Bol in 1657
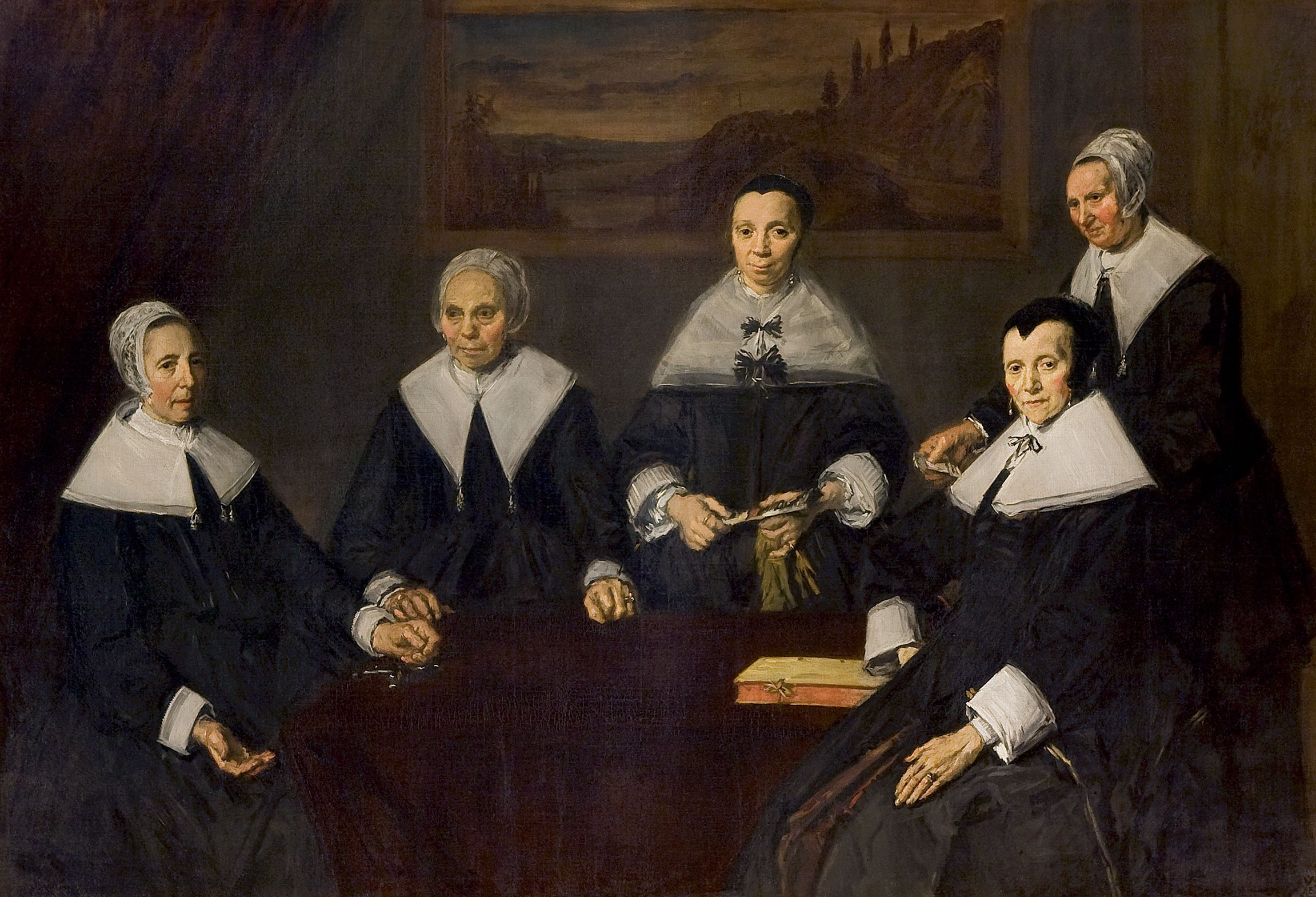
Regentessen van het Oudemannenhuis in Haarlem, geschilderd door Frans Hals in 1664
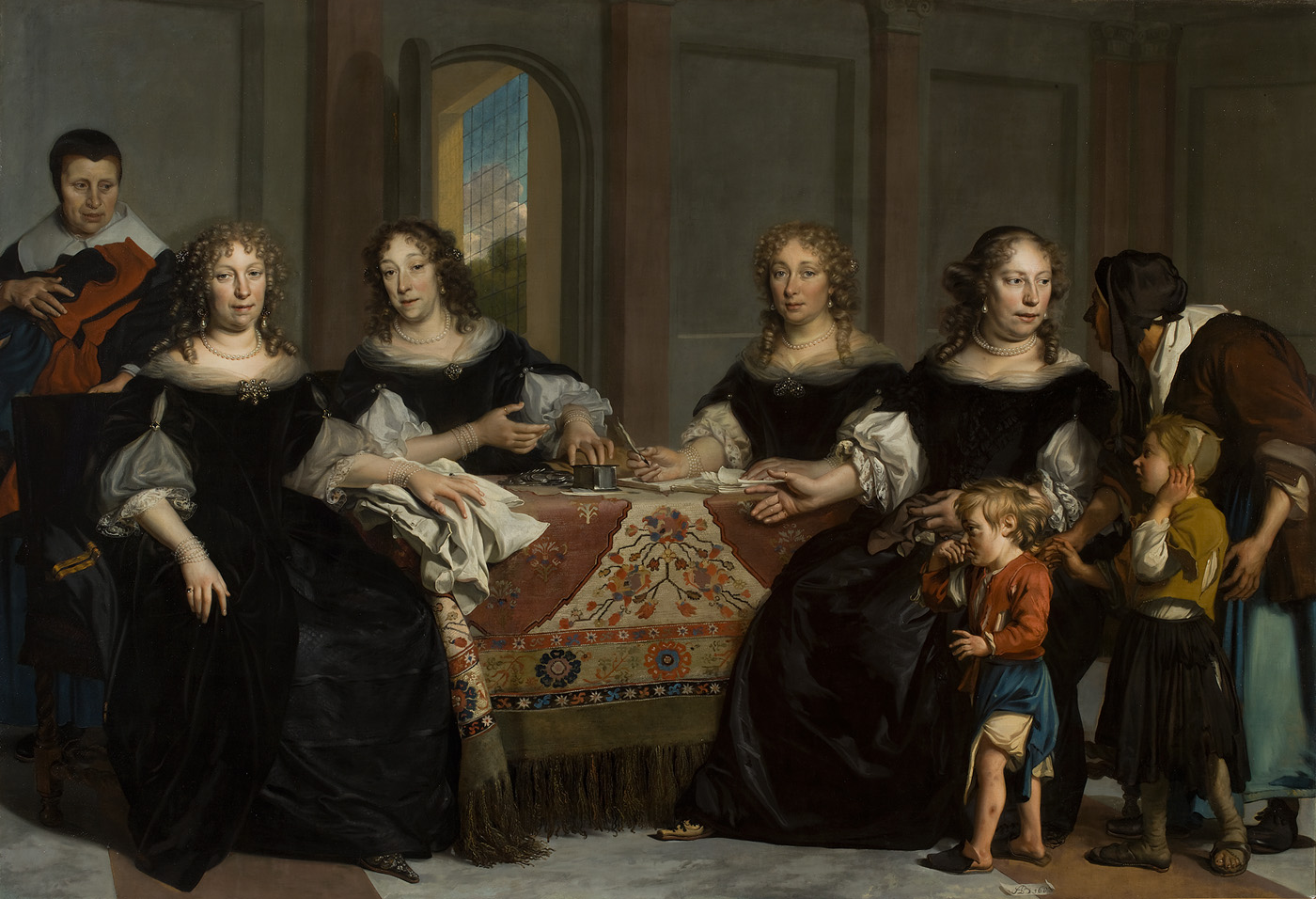
Regentessen van het Burgerweeshuis in Amsterdam, geschilderd door Adriaen Backer in 1683
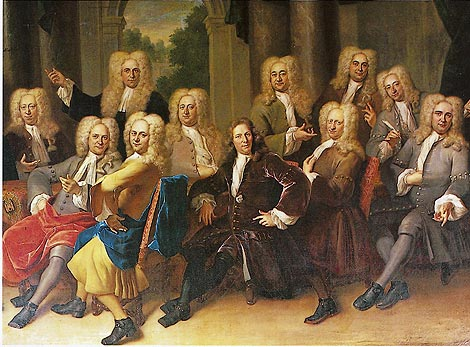
Regenten van het Stadsambachtskinderhuis in Utrecht, geschilderd door Jan Maurits Quinkhard in 1731
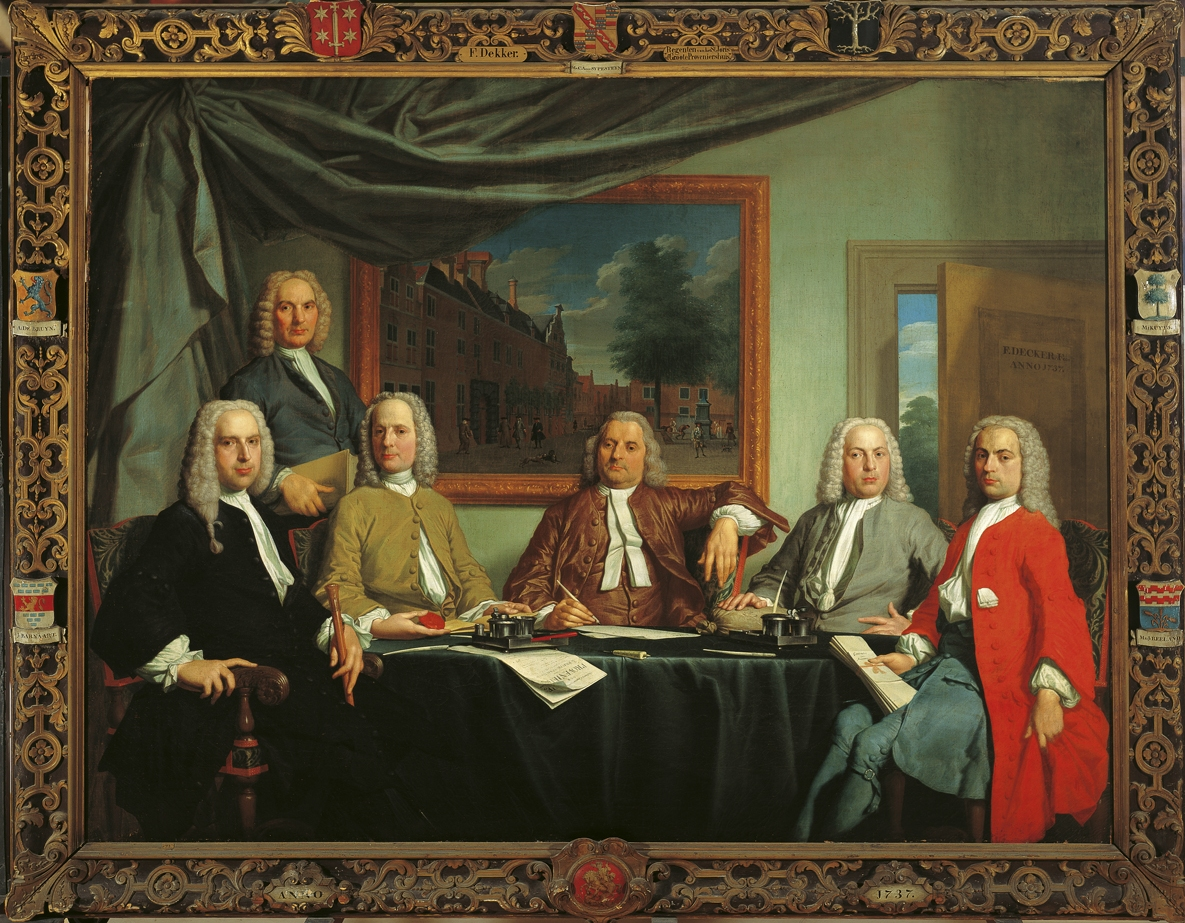
Regenten van het Proveniershuis in Haarlem, geschilderd door Frans Decker in 1736